# Conjunció (gramàtica)
La conjunció és una de les categories gramaticals tradicionals. És una paraula invariable que uneix altres mots, sintagmes o frases en un discurs i, per tant, és un nexe (també anomenat relacionant, unió o enllaç segons les diferents escoles lingüístiques).
Algunes conjuncions tenen un significat propi, d'altres només l'adquireixen en funció del context dels elements units per elles. Quan un grup de paraules actuen en bloc com una conjunció s'anomenen locucions conjuntives.
Les conjuncions i les locucions conjuntives formen part de les paraules o expressions invariables que relacionen parts d’una frase anomenades connectors, juntament amb adverbis, preposicions, locucions adverbials i locucions preposicionals.

## Tipus de conjuncions en català
Aquí hi ha llistes dels diferents tipus de conjuncions en català, amb exemples (també apareixen locucions conjuntives). Les coordinants uneixen elements al mateix nivell sintàctic, mentre que les subordinants fan dependre un element de l'altre.
- Coordinants:
  - Copulatives: i, ni...
  - Disjuntives: o, bé, o sinó...
  - Adversatives: però, sinó que, no obstant això, malgrat això, tanmateix...
  - Distributives: ara... ara, adés... adés, ni...ni, ja... ja, l'un... l'altre, sia... sia, sia... o...
  - Explicatives: és a dir, això és, o siga...
  - Il·latives: doncs, per tant, en conseqüència, tant de bo...
  - Continuatives: encara, endemés, a més, a més a més, encara més, fins i tot...

- Subordinants:
  - Completives: que...
  - De temps: després que, mentre...
  - De manera: com, tal que...
  - Condicionals: si, sempre que...
  - Concessives: malgrat, encara que, tot i que...
  - Consecutives: en conseqüència, per tant...
  - Causals: perquè, car, ja que...
  - Comparatives: més...que, menys...que...
  - Finals: perquè, a fi que, per tal que...
  - De lloc: on, allà on...

Per alguns autors, les coordinants són les úniques que tenen autèntic caràcter de conjunció.
La conjunció perquè pot ser pot ser final (amb el verb en subjuntiu) i causal (amb el verb en indicatiu). No s'ha de confondre amb per què seperat ni per a què on no hi ha cap conjunció.